# Il professor Layton e il paese dei misteri
Il professor Layton e il paese dei misteri (レイトン教授と不思議な町?, Reiton-kyōju to fushigi na machi) è un videogioco rompicapo punta e clicca della serie Professor Layton che include 135 enigmi totali da risolvere. Il gioco, sviluppato dalla Level-5 per Nintendo DS, è il primo capitolo della saga. A differenza dei giochi successivi, questo è l'unico gioco della serie ad avere il doppiaggio esclusivamente in giapponese e in inglese. L'8 giugno 2018 viene rilasciata in Giappone una versione HD per Android e iOS, con alcuni elementi nuovi non presenti nella versione per Nintendo DS. Il 25 settembre dello stesso anno quest'ultima viene rilasciata anche per il resto del mondo.

## Trama
Il professor Hershel Layton e il suo giovane assistente Luke Triton sono in viaggio verso il villaggio di Saint-Mystère. Il professore ha ricevuto una lettera dalla baronessa del paese, Lady Dahlia, vedova del defunto barone Reinhold. Il barone ha dichiarato nel suo testamento che chi riuscirà a risolvere il mistero della Mela d'oro erediterà tutta la sua fortuna. Molte persone hanno tentato ciò, ma tutte hanno fallito.
Una volta arrivati al villaggio, Luke e Layton raggiungono villa Reinhold, dove incontrano i maggiordomi Ramòn e Matthew, Lady Dahlia e alcuni famigliari, tra cui Simon e Gordon. Nel momento dei saluti tra Layton e Dahlia, un forte rumore spaventa Claudia, la gatta della baronessa, così Layton e Luke vengono pregati dalla stessa di ritrovarla in giro per il villaggio. Nel frattempo uno strano uomo raggiunge il villaggio, tramando alle spalle del professore.
Ritrovata Claudia, Luke e Layton tornano a villa Reinhold, e scoprono un fatto scioccante: Simon è stato assassinato. Il caso è già sotto inchiesta da parte dell'ispettore Chelmey, un detective di Scotland Yard di ottima fama. Il professore sospetta che l'omicidio sia collegato con il caso della Mela d'oro e scopre che il barone in precedenza era sposato con Viola, di aspetto simile a Dahlia, e ha una figlia di nome Flora.
Mentre indagano, Layton e Luke notano e inseguono un anziano uomo che porta con sé un sacco dal quale fuoriesce il corpo di Ramòn, ma non riescono ad acciuffarlo. I due tornano a villa Reinhold per avvertire dell'accaduto Lady Dahlia, ma giunti sul posto rimangono stupiti nel vedere Ramòn al lavoro nella villa come se nulla fosse accaduto. Il mattino seguente, Layton e Luke continuano le indagini e scoprono ulteriori notizie su Flora e Viola. Nel diario di Reinhold c'è scritto che il suo più grande segreto si trova nelle mani di un suo caro amico e, dopo diverse peripezie, Layton e Luke scoprono che si tratta di Archibald, un anziano signore a cui il barone aveva lasciato un fazzoletto con una crocetta.
I due continuano le indagini provando ad avvicinarsi alla torre, luogo al quale gli abitanti del villaggio hanno sempre detto loro di non andare: ogni notte infatti dalla torre provengono strani rumori, che spaventano i paesani; vi sono anche voci su un uomo anziano che la notte rapisce delle persone per portarle nella torre; coloro che vengono rapiti ricompaiono poco dopo, senza memoria e più arzilli di prima. L'accesso alla torre è però bloccato da un muro e, mentre cercano di superarlo, incontrano una strana ragazza, che poco dopo fugge, lasciando cadere un biglietto per una ruota panoramica. Vanno quindi a indagare nell'ormai abbandonato parco divertimenti della città che era stato costruito per Flora. Lì un oscuro personaggio manomette la ruota panoramica che inizia a inseguire Luke e Layton; i due se la cavano senza conseguenze e scoprono un passaggio segreto portato alla luce proprio dalla ruota panoramica. All'interno del passaggio segreto, Luke e Layton trovano una strana chiave, simile alla forma della torre. I due tornano a villa Reinhold, dove il professore rivela che l'ispettore Chelmey, il quale stava tentando di incastrarlo con false accuse, in verità è la sua nemesi Don Pablo sotto mentite spoglie. Lo stesso Don Pablo aveva manomesso la ruota panoramica, tentando di eliminare Layton, per trovare per primo la Mela d'oro. Layton e Luke tentano di catturarlo, ma lui riesce a scappare dalla finestra.
Layton e Luke, grazie alla chiave segreta, riescono ad aprire il muro che blocca l'accesso alla torre. All'interno della torre fanno la conoscenza del rapitore di Ramòn, un anziano uomo di nome Bruno. Da Bruno, Layton e Luke apprendono la verità riguardo al paese di Saint-Mystère: tutti i suoi abitanti sono in realtà dei robot, creati dallo stesso Bruno e dal barone Reinhold per proteggere la Mela d'oro. Ramòn e tutti gli altri abitanti scomparsi erano stati catturati al solo fine di una riparazione; lo stesso vale per Simon, che quindi non è stato assassinato, ma aveva solo smesso di funzionare; Don Pablo ha finto l'omicidio di Simon per intrufolarsi nel villaggio travestito da ispettore Chelmey e poter cercare la Mela d'oro. I due iniziano a scalare la torre e con loro piacevole sorpresa, in cima ad essa, trovano una casetta, all'interno della quale vive la misteriosa ragazza di prima, che è proprio la figlia del barone, Flora Reinhold. Lei è in realtà la Mela d'oro, il "tesoro" che i robot di Saint-Mystère stanno proteggendo.
Don Pablo ricompare fuori dalla torre e con una macchina volante tenta di demolirla. Luke riesce a fuggire giù per le scale, mentre Layton e Flora devono improvvisare un aliante e lanciarsi dalla finestra per salvarsi mentre la torre crolla. La macchina volante di Don Pablo viene poi colpita da un'ala dell'aliante e va a schiantarsi sulle montagne. Una volta tornati a terra, la torre crolla definitivamente e Layton e Flora sono tramortiti al suolo. Lì vicino, tutti gli abitanti robot di Saint-Mystère si radunano in cerchio per vedere da vicino la figlia del barone. In quel momento Flora si alza dal suolo e, ridendo, abbraccia Layton, che nota così un tatuaggio a forma di mela sul collo della ragazza.
A questo punto Layton capisce che esiste anche una vera Mela d'oro oltre Flora. Così i tre tornano a villa Reinhold dove Luke, premendo un piccolo interruttore a forma di mela situato sul ritratto di Flora, apre un nascondiglio segreto che porta in una stanza piena d'oro. All'interno, la voce registrata del barone Reinhold spiega che se vorranno potranno prendere tutto il tesoro all'interno della stanza, ma se così faranno, tutti i robot di Saint-Mystère smetteranno di funzionare. Flora decide allora di lasciare il denaro all'interno della stanza e fare sì che i robot restino vivi e, in questo modo, ringraziarli per la loro protezione e il loro affetto in tutti questi anni. Luke e Layton lasciano commossi Saint-Mystère, portandosi dietro Flora che vivrà con il professore, senza che egli riveli al mondo la sua vera identità. Dopo i titoli di coda Layton e Luke salgono a bordo del Molentary Express per la loro prossima avventura.

## Modalità di gioco
Il videogame è un'avventura punta e clicca, con il giocatore che controlla i movimenti del professor Layton e del suo giovane assistente Luke in giro per il villaggio di Saint-Mystère, con lo scopo di trovare la "mela d'oro" e risolvere gli altri misteri che sorgono durante la loro ricerca. Il giocatore, per parlare con i vari personaggi e interagire con gli oggetti sullo schermo, deve toccarli.

## Personaggi
Professor Hershel Layton: Archeologo stimato, bravissimo schermidore (pratica la scherma nel tempo libero), noto e abilissimo nella risoluzione di casi e misteri che gli vengono posti. Uomo dallo stile inappuntabile e di calma serafica affronta i problemi con una prontezza di spirito e lucidità fuori dal comune. Caratteristica identificante è il suo cilindro, calzato in ogni occasione. Le sue frasi tipiche sono: “Ogni enigma ha una soluzione” e “Un vero gentiluomo risolve ogni enigma”.
Luke Triton: L'assistente del professor Layton che lo segue nelle sue ricerche. È fermamente intenzionato a ripercorrere i passi del suo maestro, ma ha ancora molto da imparare per essere considerato un esperto di rompicapi. Ha un "feeling" speciale con gli animali.
Lady Dahlia: La vedova del barone Reinhold e autrice della lettera di invito al professor Layton presso Saint-Mystère, per risolvere l'enigma legato al testamento del defunto marito. Sebbene l'aspetto altero, si mormora che abbia anche un lato umano.
Don Pablo: Si auto definisce il nemico numero uno di Layton. Si sa poco di lui, ma una cosa è fondata, ama la musica.
Ispettore Chelmey: Ispettore di Scotland Yard. Ama i plum cake della moglie Amelié.
Flora Reinhold: È la figlia del barone Augustus Reinhold e di Lady Viola, figliastra di Lady Dahlia.
Bruno: Personaggio misterioso.Sarà lui a spiegare il mistero che affligge la città.
Barone Augustus Reinhold: padre di Flora.
Viola Reinhold: moglie del barone Reinhold, muore prematuramente, segnando profondamente Flora.

## Sequel e Prequel

### Sequel
- Il professor Layton e lo scrigno di Pandora (2009)
- Il professor Layton e il futuro perduto (2010)
- Layton's Mystery Journey: Katrielle e il complotto dei milionari (2017)

### Prequel
- Il professor Layton e il richiamo dello spettro (2011)
- Il professor Layton e la maschera dei miracoli (2012) (solo su Nintendo 3DS)
- Il professor Layton e l'eredità degli Aslant (2013) (solo su Nintendo 3DS)

### Film
Il professor Layton e l'eterna Diva (レイトン教授と永遠の歌姫?, Reiton-kyōju to eien no utahime) prodotto da Masakazu Kubo, meglio noto per la produzione nel film d'animazione Pokémon il film - Mewtwo colpisce ancora, è uscito il 19 dicembre 2009. La storia narra dell'incontro del professor Layton con la cantante lirica Janice.

## Premi vinti
Il gioco è stato nominato migliore avventura grafica e videogioco dell'anno – Nintendo DS agli Italian Videogame Awards 2009.